# Leslie Fuller
Leslie Fuller (9 de octubre de 1888 – 24 de abril de 1948) fue un actor cinematográfico británico.

## Biografía
Su nombre completo era Albert Leslie Fuller, y nació en el barrio londinense de Bethnal Green, Inglaterra, aunque algunas fuentes afirman que nació en Margate, ya que estuvo asociado toda su vida a esa población. Sus padres eran Albert Fuller y Amelia Lipley. 
Desde muy temprana edad se vio atraído por el mundo del espectáculo, y comenzó a actuar en una pequeña compañía escolar de shows del género minstrel. Más adelante se sumó a un grupo teatral que actuaba en la playa de Brighton, y después a una compañía de Maidenhead. Entre 1909 y 1912 actuó formando el grupo The Silloth Pierrots en Silloth, Cumberland. En 1914, al final de la temporada veraniega en Weston-super-Mare, Fuller se casó con una de sus compañeras de espectáculo, la bailarina de 26 años Beatrice Witham.
Al estallar la Primera Guerra Mundial, sirvió como segundo teniente en el Batallón Ciclista Huntingdonshire. Sin embargo, al descubrirse su talento para el mundo del espectáculo se le pidió que formara un grupo de entretenimiento, del cual formó parte Charles Laughton. Fuller llegó a ser uno de los principales humoristas al servicio del Ejército Británico, y su grupo actuó en lugares como el Coliseum Theatre de Whitby.
Tras la desmovilización, retuvo todos los derechos y a parte de los integrantes del grupo artístico creado, iniciando de ese modo su propia compañía. Con su esposa Beatrice llegó a Margate, en el verano de 1919, actuando en el Clifton Hall. El matrimonio tuvo dos hijos, Roy y Donald.
En los años 1930 Fuller era bien conocido como "The rubber-faced comedian (el cómico de cara de goma)", y pasaba las temporadas veraniegas en Margate. En invierno viajaba con su compañía por el circuito teatral de Oswald Stoll, incluyendo a los locales londinense London Coliseum y el Alhambra Theatre. Además, en esa época también actuaba en diferentes programas radiofónicos.
Fuller ya era un artista conocido, y el productor cinematográfico Joe Rock, que había trabajado en algunas de las comedias de Stan Laurel, le ofreció actuar en el cine. Comenzó así su carrera cinematográfica, rodando unas 26 películas entre 1930 y 1945. Además, alquiló los viejos Neptune Studios en Elstree y produjo sus propios filmes con su compañía Leslie Fuller Pictures Ltd.
En 1930, cuando acababa de despegar su carrera en el cine, su esposa Beatrice, que había enfermado dos años antes, falleció. Fuller siguió trabajando, y mientras rodaba The Pride of the Force en 1932, conoció a su segunda esposa, Anne (Nan) Bates. Se casaron y compraron una casa en Teddington, y fueron padres de las gemelas Anne y Sheila, cuyos padrinos fueron Renee Houston y Gracie Fields.
Con el inicio de la Segunda Guerra Mundial se rodaron menos películas, y el estilo de comedia de Fuller empezaba a estar pasado de moda. En 1945 rodó su último film, What Do We Do Now?, protagonizado por George Moon, en el cual tuvo un pequeño papel de reparto.
Fuller vendió su casa de Teddington y se mudó a Margate. En 1945 fue elegido concejal independiente reresenando al área de Cliftonville. Revivió con éxito su antiguo grupo teatral, que en la temporada veraniega de 1946 actuó en el Lido Theatre de Cliftonville.
Leslie Fuller falleció en su domicilio en 1948 tras sufrir una severa hemorragia cerebral. Fue enterrado en el Cementerio de Margate.

## Filmografía
- 1930 : Why Sailors Leave Home
- 1930 : Kiss Me Sergeant
- 1930 : Not So Quiet on the Western Front
- 1931 : Poor Old Bill
- 1931 : What a Night!
- 1931 : Old Soldiers Never Die
- 1931 : Bill's Legacy
- 1932 : The Last Coupon
- 1932 : Old Spanish Customers
- 1932 : Tonight's the Night
- 1933 : Hawley's of High Street
- 1933 : The Pride of the Force
- 1934 : Lost in the Legion
- 1934 : A Political Party
- 1934 : Doctor's Orders
- 1934 : The Outcast
- 1935 : Captain Bill
- 1935 : Strictly Illegal
- 1935 : The Stoker
- 1936 : One Good Turn
- 1937 : Boys Will Be Girls
- 1940 : Two Smart Men
- 1940 : The Middle Watch
- 1941 : My Wife's Family
- 1942 : Front Line Kids
- 1945 : What Do We Do Now?